# 奚昊
奚昊（1447年—1482年），字時亨，南直隸松江府華亭縣人，民籍。明朝政治人物。同進士出身。

## 生平
成化四年（1468年）戊子科應天鄉試第一百六名。成化五年（1469年）聯捷乙丑科會試第一百九十六名，殿試登進士第三甲第一百一十八名。循例归省。八年授刑部主事，遷员外郎，勘贵州狱。歷官刑部郎中，十六年回乡省母，後勘狱瑞州，还至杭州，得疾卒。時十八年壬寅三月望日，年三十六。

## 家族
曾祖父奚興益。祖父奚文政。父亲奚盛，曾任知州。娶潘氏，封安人。子一：奚伸。